# واصف عريقات
واصف أحمد خالد عريقات (20 مايو 1946 – ) خبير ومحلل عسكري فلسطيني، ولد في بيت لحم لأسرة فلسطينية من بلدة أبوديس شرق القدس، لواء ركن متقاعد، اشتهر بكتابه «هكذا صمدت بيروت عام 1982».

## تعليمه
أنهى دراسته الثانوية في القدس، بدأ حياته العسكرية في انجلترا كتلميذ طيار مقاتل في سلاح الجو الأردني عام 1964، ثم تحول للكلية الحربية للضباط، ثم إلى سلاح المدفعية.
حائز على شهادة العلوم العسكرية العليا من كلية القيادة والأركان في الباكستان عام 1978.

## مسيرته
شارك في معركة 1967 في محافظة جنين، وفي معركة الكرامة عام 1968م مع الجيش الأردني، ثم التحق بصفوف منظمة التحرير وحركة فتح والثورة الفلسطينية عام 1970.
شارك في العديد من معارك الدفاع عن الشعب الفلسطيني، وجرح أكثر من مرة، وشغل مناصب عدة ومنها قائد مدفعية القوات المشتركة في جنوب لبنان 1976 - 1982، وقائد مدفعية حصار بيروت عام 1982.
ثم ساهم في بناء مؤسسات للسلطة الوطنية الفلسطينية - وزارة الداخلية والأمن الوطني، وشغل منصب مدير عام ثم وكيل وزارة مساعد.